# Liste des navires de ligne de l'United States Navy
La liste qui suit constitue la liste des navires de ligne de l'United States Navy, la marine de guerre des États-Unis. 

## Continental Navy
- USS America (1782) (en)

### Classe sans nom
- Sans nom, Boston (annulé en 1778)
- Sans nom, Philadelphie, (abandonné avec la capture de la ville en 1777)
- Sans nom, Poughkeepsie, New York (annulé, date inconnue)

## United States Navy

### Classe Columbus
- Columbus (annulé en 1800)
- Sans nom, Boston Navy Yard (annulé en 1800)
- Sans nom, New York Navy Yard (annulé en 1800)
- Franklin (annulé en 1800)
- Sans nom, Washington Navy Yard (annulé en 1800)
- Sans nom, Norfolk Naval Shipyard (annulé en 1800)

### Classe Independence
- USS Independence (1814)
- USS Washington (1814) (en)
- USS Franklin (1815)
- USS Columbus (1819) (en)

### Classe Chippewa
- USS Chippewa (1814)
- USS New Orleans (1815) (en)
- USS Pennsylvania (1837) (en)

### Classe Delaware

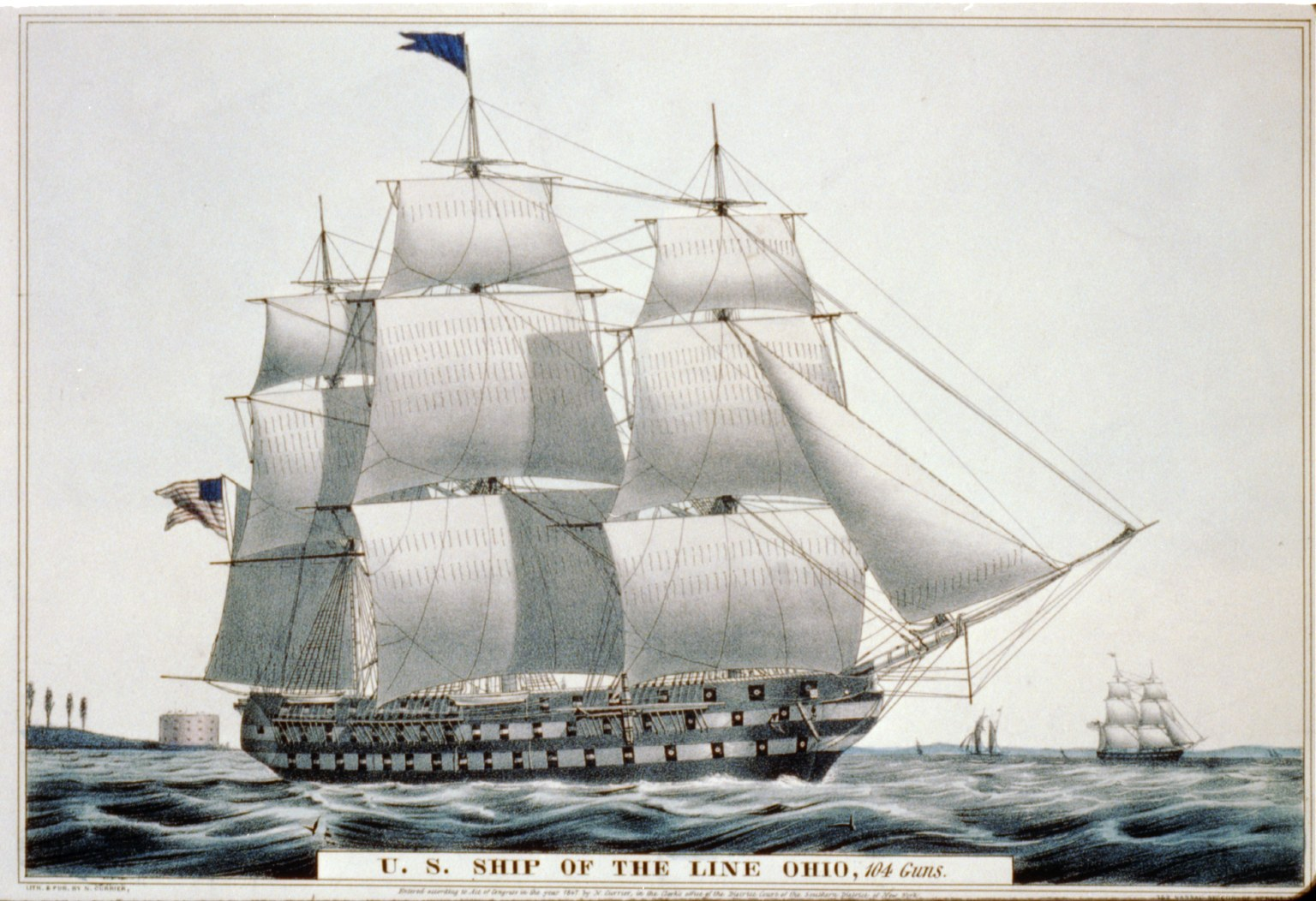
Le Ohio d'après une illustration de 1847.

- USS Delaware (1820)
- USS Vermont (1848) (en)
- USS New Hampshire (1864) (en)
- USS Virginia (1818)
- USS New York (1820)
- USS Ohio (1820) (en)
- USS North Carolina (1820)

### Classe sans nom
- Non-construit, Boston Navy Yard (annulé en 1832)
- Non-construit, Boston Navy Yard (annulé en 1832)
- Non-construit, Norfolk Navy Yard (annulé en 1832)
- Non-construit, Norfolk Navy Yard (annulé en 1832)